# Il grande ribelle
Il grande ribelle (Mathias Sandorf) è un film del 1963 diretto da Georges Lampin.
Il film, di produzione internazionale, è basato sul romanzo di avventura Mathias Sandorf scritto da Jules Verne e pubblicato nel 1885.

## Trama
Nel XIX secolo, in uno stato imprecisato dell'Europa meridionale, un ricco aristocratico, il conte Mathias Sandorf, si ribella al suo governo dispotico. La sua lotta è ostacolata dal fatto che sua figlia Elisabetta è innamorata del colonnello Federico di Rotenburg, governatore provinciale, con cui Sandorf si troverà inevitabilmente a scontrarsi. Nonostante ciò, difende il popolo oppresso, ma viene arrestato e condannato a morte. Riuscito a fuggire, deve salvare la figlia, rapita da un sinistro cospiratore. Dopo averla liberata, diventa il capo della rivolta generale. Viene nuovamente catturato e, sul punto di essere fucilato, viene liberato dal popolo, che conduce alla vittoria. Concede la mano della figlia a Federico di Rotenburg, suo leale nemico.